# Championnats de France d'athlétisme en salle 2018
Navigation
Championnats 2017 Championnats 2019
Les 47es championnats de France d'athlétisme en salle se déroulent les 17 et 18 février 2018 à l'Arena stade couvert de Liévin.

## Résultats

### Hommes
| Épreuves         | Or                             | Argent                         | Bronze                            |
| ---------------- | ------------------------------ | ------------------------------ | --------------------------------- |
| 60 m             | Marvin René 6 s 65             | Mickaël-Méba Zeze 6 s 68       | Amaury Golitin 6 s 69             |
| 200 m            | Mickaël-Méba Zeze 20 s 65      | Ilies Tano 21 s 34             | Ismael Bedel 21 s 47              |
| 400 m            | Thomas Jordier 46 s 85         | Victor Coroller 47 s 51        | Muhammad Abdallah Kounta 47 s 55  |
| 800 m            | Clément Dhainaut 1 min 50 s 99 | Valentin Robert 1 min 51 s 11  | Thibaut Dambricourt 1 min 51 s 17 |
| 1 500 m          | Samir Dahmani 3 min 46 s 12    | Quentin Tison 3 min 47 s 14    | Yann Schrub 3 min 48 s 65         |
| 3 000 m          | Simon Denissel 7 min 54 s 85   | Guillaume Adam 8 min 7 s 68    | Mehdi Frère 8 min 8 s 77          |
| 5 000 m marche   | David Kuster 19 min 46 s 73    | Fabien Bernabé 20 min 12 s 26  | Kenny Guinaudeau 20 min 17 s 44   |
| 60 m haies       | Aurel Manga 7 s 53             | Pascal Martinot-Lagarde 7 s 54 | Simon Krauss 7 s 72               |
| Saut en hauteur  | Youssef Benzamia 2,18 m        | Abdoulaye Diarra 2,14 m        | Quentin Pladys 2,10 m             |
| Saut à la perche | Renaud Lavillenie 5,83 m       | Valentin Lavillenie 5,72 m     | Kevin Menaldo 5,72 m              |
| Saut en longueur | Guillaume Victorin 7,65 m      | Jonathan Drack 7,57 m          | Jean-Pierre Bertrand 7,56 m       |
| Triple saut      | Martin Lamou 16,89 m           | Kévin Luron 16,50 m            | Benjamin Compaoré 16,39 m         |
| Lancer du poids  | Gaëtan Bucki 18,80 m           | Willy Vicaut 18,09 m           | Romain Gotteland 17,95 m          |
| Heptathlon       | Maxence Pécatte 5 864 pts      | Bastien Auzeil 5 810 pts       | Gaël Quérin 5 713 pts             |

### Femmes
| Épreuves         | Or                              | Argent                                 | Bronze                                                    |
| ---------------- | ------------------------------- | -------------------------------------- | --------------------------------------------------------- |
| 60 m             | Carolle Zahi 7 s 17             | Orlann Ombissa-Dzangue 7 s 26          | Estelle Raffai 7 s 42                                     |
| 200 m            | Amandine Brossier 23 s 44       | Jennifer Galais 23 s 57                | Brigitte Ntiamoah 23 s 60                                 |
| 400 m            | Deborah Sananes 52 s 83         | Kellya Pauline 52 s 89                 | Marine Mignon 53 s 97                                     |
| 800 m            | Cynthia Anaïs 2 min 4 s 43      | Charlotte Pizzo 2 min 9 s 33           | Anaïs Seiller 2 min 9 s 80                                |
| 1 500 m          | Élodie Normand 4 min 18 s 00    | Ophélie Claude-Boxberger 4 min 18 s 13 | Lucie Lerebourg 4 min 26 s 14                             |
| 3 000 m          | Claire Perraux 9 min 15 s 22    | Fanny Pruvost 9 min 27 s 34            | Mélanie Doutart 9 min 29 s 40                             |
| 3 000 m marche   | Marine Quennehen 13 min 21 s 68 | Maud Delhors 13 min 42 s 60            | Amélie Bourhis 13 min 48 s 45                             |
| 60 m haies       | Laura Valette 8 s 14            | Fanny Quenot 8 s 22                    | Karel Zyketh 8 s 23                                       |
| Saut en hauteur  | Marine Vallet 1,87 m            | Solène Gicquel 1,85 m                  | Coralie Arcuby 1,83 m                                     |
| Saut à la perche | Ninon Guillon-Romarin 4,60 m    | Mallaury Sautereau 4,31 m              | Marion Fiack-Sidéa Solène Guiloineau Jade Vigneron 4,21 m |
| Saut en longueur | Eloyse Lesueur 6,69 m           | Antoinette Nana Djimou 6,16 m          | Charlotte Pierre 5,96 m                                   |
| Triple saut      | Ilionis Guillaume 14,07 m       | Jeanine Assani-Issouf 14,06 m          | Sokhna Gallé 13,36 m                                      |
| Lancer du poids  | Jessica Cerival 16,47 m         | Rose-Sharon Pierre-Louis 16,14 m       | Antoinette Nana Djimou 15,42 m                            |
| Pentathlon       | Esther Turpin 4 364 pts         | Solène Ndama 4 272 pts                 | Annaelle Nyabeu Djapa 4 208 pts                           |